# SAO 76618
SAO 76618 (HR 1403, HD 28226) è un sistema binario visibile in direzione della costellazione del Toro, situato vicino all'eclittica, molto probabilmente una binaria spettroscopica risolta grazie a una occultazione lunare avvenuta nel 1993.. La sua componente principale è una stella bianca di classe spettrale A5.
SAO 76618 è talvolta soggetta ad occultazioni da parte della Luna e, più raramente, dei pianeti, generalmente quelli interni. L'ultima occultazione lunare visibile è stata il 9 dicembre 2011.